# Liste der Bischöfe von Carcassonne
Die folgenden Personen waren Bischöfe von Carcassonne (Frankreich):
- Hilaire ca. 550
- Sergius 589
- Solemnius 633
- Elpidius 636
- Sylvester 653
- St. Stapin 683-725
  -  Vakanz nach Einfall der Mauren
- Hispicio 791
- Señor 813
- Eurus 860
- Léger 878
- Willeran 883–897
- Heiliger Gimer 902–931
- Abbon 933–934
- Gisandus 934–952
- Franco 965–977
- Aimeric 982–986
- Adalbert 1002–1020
- Foulques 1028
- Guifred 1031–1058
- Bernard 1072–1075
- Pierre Artaud 1077–1083
- Pierre II. 1083–1101
- Guillaume Bernard 1106–1107
- Raimond I. 1107–1110
- Arnaud de Girone 1113–1130
- Raimond de Sorèze 1131–1141
- Pons de Tresmals 1142–1159
- Pons de Brugals 1159–1166
- Othon 1170–1201
- Bérenger 1201–1209
- Bernard-Raimond de Roquefort 1209–1211
- Guy de Vaux-de-Cernay OCist 1211–1223
- Clarín 1226–1248
- Guillaume Arnaud 1248–1255
- Guillaume Raoul 1255–1264
- Bernard de Capendu 1265–1278
- Gauthier Jean 1278–1280
- Bérenger 1280
- Isarn ca. 1286
- Pierre de La Chapelle-Taillefer 1291–1298 (dann Erzbischof von Toulouse)
- Jean de Chevry 1298–1300
- Pierre de Roquefort 1300–1321
- Guillaume IV. de Flavacourt 1322–1323 (dann Erzbischof von Auch)
- Pierre Rodier 1323–1330
- Pierre Jean 1330–1336
- Gancelin Jean 1337–1346
- Gilbert Jean 1347–1354
- Arnaud Aubert 1354–1357 (Aubert (Familie)) (dann Erzbischof von Auch)
- Geoffroi de Vayrols 1357–1361 (dann Erzbischof von Toulouse)
- Étienne Aubert 1361 (Aubert (Familie))
- Jean Fabri 1362–1370
- Hugues de La Jugie 1371 (siehe Haus Rogier de Beaufort)
- Pierre de Saint-Martial 1372–1391 (dann Erzbischof von Toulouse)
  - Simon de Cramaud 1391–1409 (Apostolischer Administrator)
- Pierre Aimeri 1409–1412
- Géraud du Puy 1413–1421
- Geoffroi de Pompadour 1420–1445
- Jean d’Estampes 1446–1455 (Haus Estampes)
- Geoffroi de Basilhac 1456 (Elekt)
- Jean du Chastel 1456–1475
- Guichard d’Aubusson 1476–1497
  - Juan López 1497–1501 (Apostolischer Administrator)
  - Jacques Hurauld 1501–… (Elekt)
- Pierre d’Auxillon 1504–1512
- Martín de Saint-André 1513–1546
  - Charles (I.) Kardinal de Bourbon 1550–1553 (Apostolischer Administrator)
- François de Faucon 1553–1565
  - Charles (I.) Kardinal de Bourbon 1565–1567 (Apostolischer Administrator)
  - Vitellozzo Kardinal Vitelli 1567–1568 (Apostolischer Administrator)
- Annibal de Ruccellai 1569–1601
- Christophe de L’Estang 1603–1621
- Vitalis de L’Estang 1621–1652
- François de Servien 1653–1655 (Elekt)
- Louis de Nogaret de La Valette 1656–1679
- Louis d’Anglure de Bourlemont 1680 (dann Erzbischof von Bordeaux)
- Louis Joseph de Adhémar de Monteil de Grignan 1681–1722
- Louis Joseph de Chateauneuf de Rochebonne 1722–1729
- Armand Bazin de Bezons 1730–1778
- Jean Auguste de Chastenet de Puységur 1778–1788 (dann Erzbischof von Bourges)
- François Marie Fortuné de Vintimille 1789–1790 (1801), † 1822
- Guillaume Bésaucèle 1791–1801 (Konstitutioneller Bischof)
- Louis Belman 1801
- Arnaud-Ferdinand de La Porte 1802–1824
- Joseph-Julien de Saint-Rome Gualy 1825–1847
- Henri-Marie-Gaston Boisnormand de Bonnechose 1848–1855 (dann Bischof von Évreux, später Erzbischof von Rouen und Kardinal)
- François-Alexandre Roullet de La Bouillerie 1855–1873  (dann Koadjutorerzbischof von Bordeaux und Titularerzbischof von Perge)
- François-Albert Leuillieux 1873–1881 (dann Bischof von Chambéry)
- Paul-Félix Arsène Billard 1881–1901
- Paul-Félix Beuvain de Beauséjour 1902–1930
- Emmanuel Coste 1930–1931 (dann Erzbischof von Aix)
- Jean-Joseph Pays 1932–1951
- Pierre-Marie Joseph Puech 1952–1982
- Jacques Joseph Marie Despierre Ist. del Prado 1982–2004
- Alain Planet 2004–2023
- Bruno Valentin seit 2023